# Нафталі Ботвін

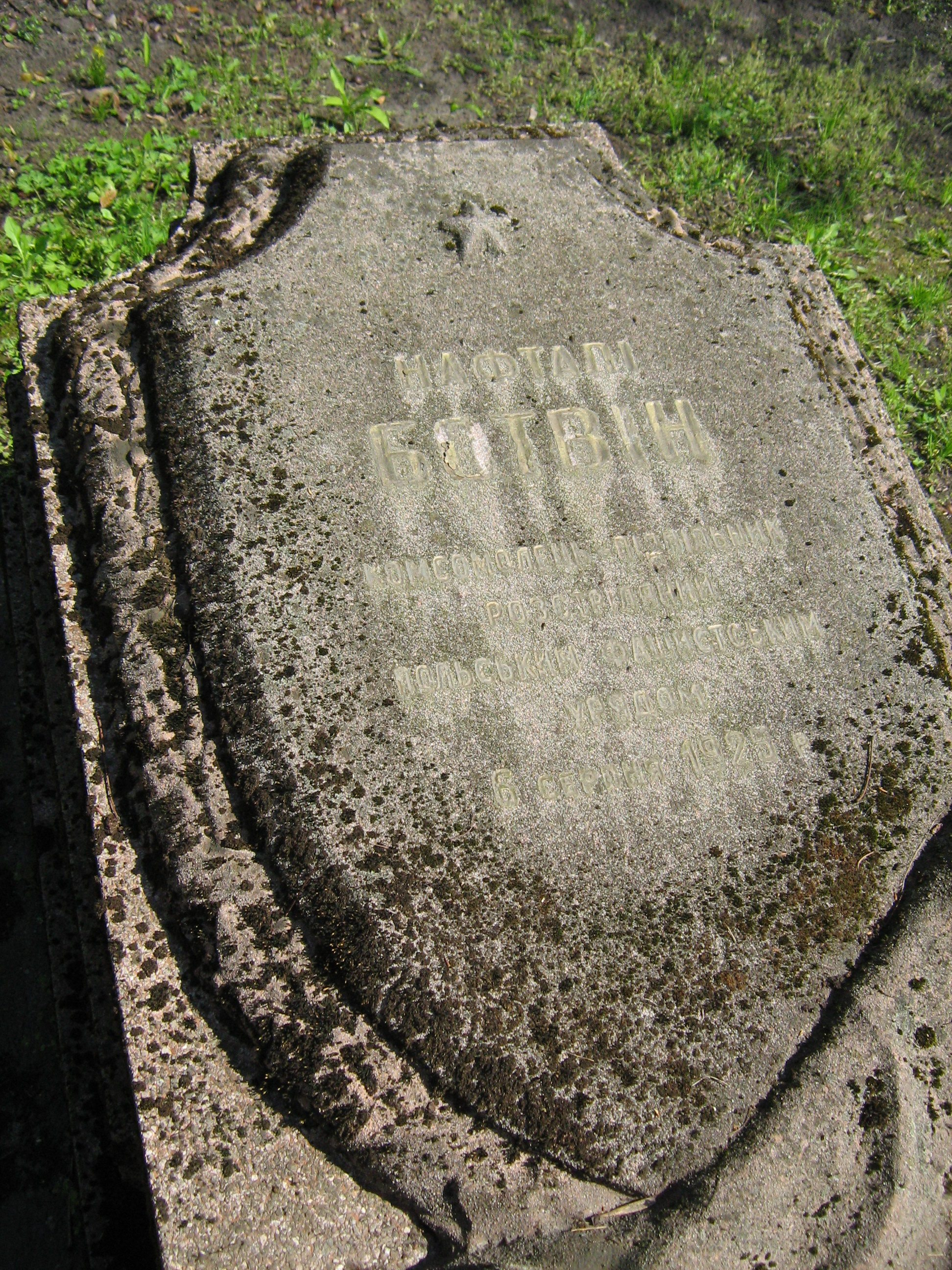
Могила Нафталі Ботвіна на Янівському цвинтарі.

Ісаак Нафталі Ботвін (пол. Izaak Naftali Botwin; 19 лютого 1905 — 6 серпня 1925) — польський комуніст єврейського походження, активіст комуністичного руху в Західній Україні. Був страчений за вбивство інформатора міліції Йозефа Цехновського.

## Біографія
Ісаак Нафталі Ботвін народився 19 лютого 1905 року в селі Руда-Сілецька Кам'янка-Струмилівського повіту Австро-Угорської імперії (нині село Кам'янка-Бузького району Львівської області). Він був восьмою дитиною у бідній єврейській сім'ї. Коли Нафталі було півтора року, його сім'я переселилася до Львова. Батько помер коли Нафталі було три роки. З дитинства він був слабкий здоров'ям і почав ходити тільки у віці семи років. Його освіта закінчилася з закінченням трьох класів загальноосвітньої школи. Малолітній Нафталі як міг, допомагав матері утримувати сім'ю. Десятирічним хлопчиком продавав газети і сигарети перехожим на львівських вулицях. А коли йому виповнилося тринадцять, найнявся на фабрику, яка виготовляла коробки.
Прагнучи отримати професію, Нафталі через два роки йде в науку до шевця Якова Кранца і по закінченню навчального терміну з 1921 року працює кравцем шкіри в його взуттєвій майстерні на вул. Казимирова, 5 (тепер вул. Городоцька). У робочому середовищі хлопець проявляє великий інтерес до профспілкового руху, і бере в ньому активну участь. Уже в 1921 році він вступає в єврейську профспілку кравців і шевців, а також в молодіжну організацію «Бунда» — «Цукунфт». Однак націоналістична ідеологія організації не задовольняє Ботвіна, який прагне до міжнародного єдності єврейських робітників з українськими і польськими робітниками. Тому на початку 1923 року разом з кількома товаришами стає в опозицію керівникам «Цукунфта». За це його виключають з обох організацій. Але Ботвін продовжує працювати в робітничому русі. Він вступає в загальну профспілку, з якого керівництво Польської соціалістичної партії його теж виключає як «заколотника». Тоді він знову повертається до єврейської профспілки шевців і кравців. У 1923 році Нафталі Ботвін вступає в КПЗУ (Комуністична партія Західної України).
Один зі свідків, який працював в одній майстерні з Ботвіном, зізнався, що Нафталі на роботі поводився з майстром непокірно, намовляв робочих, щоб вони не працювали понаднормово і вимагали підвищення зарплати. Те ж саме підтверджував у своїх свідченнях і господар взуттєвої майстерні Яків Кранц, який говорив, що Нафталі брав участь у політичному житті, хвилював персонал майстерні, розвиваючи серед робітників шкідливу і небезпечну діяльність, вербував їх в нелегальні союзи. 15 квітня 1925 року юнак був відсторонений від роботи. Шукати нову роботу було нелегко, маючи репутацію «заколотника». Та все ж, він влаштовується на фабрику сумок Хамплінга «Старий Ринок», де працював до своїх останніх днів.

### Замах на Йозефа Цехновського
У липні 1925 року секретаріат ЦК КПЗУ дізнався про приїзд до Львова Йозефа Цехновського, який повинен був виступити в ролі головного свідка звинувачення на судовому процесі проти комуністів. Цехновський потрапив в ряди Комуністичної партії Польщі і поставляв агентурі дані про її склад, діяльність, прийняті рішення політичної поліції. Працюючи у Варшаві, він протягом декількох років видавав дефензиві підпільників. Він створив широку мережу шпигунів-провокаторів для внутрішнього спостереження за діяльністю компартії.
Після викриття провокатора варшавські підпільники винесли рішення про його вбивство. Здійснення вироку над Цехновським влітку 1925 року було доручено старому члену компартії Владиславу Гібнеру і молодим комуністам Владиславу Кневському і Генріху Рутковському. Однак ця спроба комуністам не вдалася. Вони вистежили Цехновського на вулицях Варшави, але досвідчений агент заскочив у прохідні ворота одного з будинків, запам'ятав переслідувачів і, діставшись до найближчого поліцейського відділку, направив до будинку посилений загін поліції. Після кривавого зіткнення з поліцаями В. Гібнер, В. Кневський і Г. Рутковський були схоплені і кинуті в варшавську цитадель, де незабаром їх стратили. Але те, що не вдалося здійснити варшавським підпільникам, за домовленістю з ЦК КПП взялися здійснити львівські комуністи.

### Вбивство Йозефа Цехновського
Після замаху Цехновський переїхав до Львова, де, на його думку, було менше ризику, що його викриють. Прибувши до Львова, Цехновський зупинився в Сакському готелі (сучасний готель «Швейцарський»), на вул. Баторія, 20 (тепер вул. Князя Романа), неподалік від будівлі окружного суду. У цьому готелі прибиральницею працювала одна з учасниць групи спостереження, тому комуністам був відомий кожен крок провокатора. Дізналися вони і про те, що Цехновський харчувався в ресторані Нафтула Тепфера на вул. Трибунальській, 12 (сучасна площа Ангелів). По дорозі до ресторану і було вирішено вбити Цехновського. Останнім терміном стало 28 липня 1925 року.
У вівторок вранці 28 липня Ботвін зустрівся з одним зі своїх товаришів на Високому замку і повідомив, що готовий здійснити вирок над провокатором. Отримавши самозарядний пістолет Browning M1900 калібру 7,65 мм, він пішов спочатку на вул. Боїмів (тепер вул. Староєврейська), де поголився в перукарні Поллака, а потім попрямував на площу Данила Галицького очікувати Цехновського. Після того, як агент дефензиви залишив приміщення суду, Нафталі супроводжував його деякий час, поки той не звернув на вул. Трибунальську (сучасна площа Ангелів). Тоді Ботвін наблизився до нього на відстань в півкроку і тричі вистрілив. Це сталося о 13:45. Переконавшись, що кулі влучили в ціль, Ботвін почав тікати, але незабаром був затриманий двома поліцаями, які кинулися слідом за ним з площі Ринок.

### Арешт та смерть
Заарештованого Ботвіна допитували протягом п'яти днів в поліцейській комісаріаті на вул. Яховича, 5 (тепер вул. Академіка Романа Кучера). Тортурами поліція намагалася домогтися від нього зізнання, що КПЗУ стала на шлях терору проти польської влади. Це відкривало широкі можливості для поширення репресій проти комуністів. Але на першому ж допиті він заявив, що робив замах на Цехновського з «ідейних мотивів, оскільки є комуністом, і застрелив його як провокатора». У донесенні політичної поліції Львова до президії дирекції поліції Львівського воєводства від 29 липня 1925 року було відзначено, що Нафталі Ботвін не бажав «прояснити будь-які подробиці як щодо самої комуністичної партії, так і її членів».
2 серпня 1925 року Ботвіна перевезли до в'язниці при окружному суді, де 5—6 серпня справу розглянув судовий трибунал. Відповідаючи на питання суду про те, як він став комуністом, сказав: «Я читав, слухав дискусії, проте, невдоволення життям привело мене до того, що я зрозумів справедливість комуністичної ідеї, як вирішення соціальної несправедливості». Суд засудив Нафталі до страти через повішення. Вирок повинен був бути виконаний протягом двох годин. Однак через відсутність ката Ботвіна вирішено було розстріляти. Захисники Ботвіна послали тодішньому президенту Польщі Войцеховському телеграму з проханням пом'якшити вирок, але його залишили в силі. Останні години перед стратою Нафталі провів в одинадцятій камері львівських «Бригідок», так званої «келії смерті». Попрощавшись з матір'ю, сестрами і старшим братом, Нафталі вийшов в тюремний двір, де на нього вже чекали солдати на чолі з офіцером, голова суду та адвокати. Його останніми словами було: «Геть буржуазію! Хай живе соціалістична революція»! Це сталося 6 серпня 1925 року о 13 годині 15 хвилин. Похований на Янівському цвинтарі у Львові.

### Подальші переслідування та протести
Під час слідства над Нафталі і після його загибелі поліція заарештувала близько двадцяти комуністів Львова. Наприкінці 1925 року відбувся судовий процес «ботвінців», десять з них були засуджені до різних термінів ув'язнення — від 10 місяців до 5 років. Відразу ж після арешту Нафталі переслідування польської влади впали і на сім'ю Ботвіна. Члени його сім'ї протягом чотирьох місяців ховалася по селах, користуючись допомогою селян і МОДРа (Міжнародна організація допомоги борцям революції). У 1926 році МОДР допоміг родині Ботвіна нелегальним шляхом перебратися на територію СРСР.
В ніч з 15 на 16 серпня 1925 року на кіосках і вулицях Львова були розклеєні, і розкидані листівки, а на даху одного з будинків на вул. Вугільній підпільники підняли червоний прапор з написом: «За смерть Ботвіна помститься робітничий клас». 23 серпня 1925 року комендант львівської поліції Толвінський наказав усім поліцейським комісаріатам міста не допустити поширення листівок і вивішування транспарантів, а також посилити патрулювання вулиць, особливо вночі.

## Пам'ять
- У роки після його смерті справа Ботвіна продовжувалась, особливо в єврейських комуністичних колах Польщі. Він був предметом декількох вистав на їдиш, діти були названі на його честь, а день смерті був частиною комуністичного календаря їдиш.[4]

- 12 грудня 1937 року, в ході Громадянської війни в Іспанії, з євреїв-добровольців була сформована рота другого батальйону Палафокс 13-ї інтербригади ім. Домбровського, якій присвоєно ім'я Нафталі Ботвіна. Рота імені Ботвіна стала головним символом єврейської участі в Громадянській війні в Іспанії.[5]

- В радянський час, до 1992 року, у Львові іменем Нафталі Ботвіна була названа вулиця (сучасна вулиця Пантелеймона Куліша).